# 楽毅

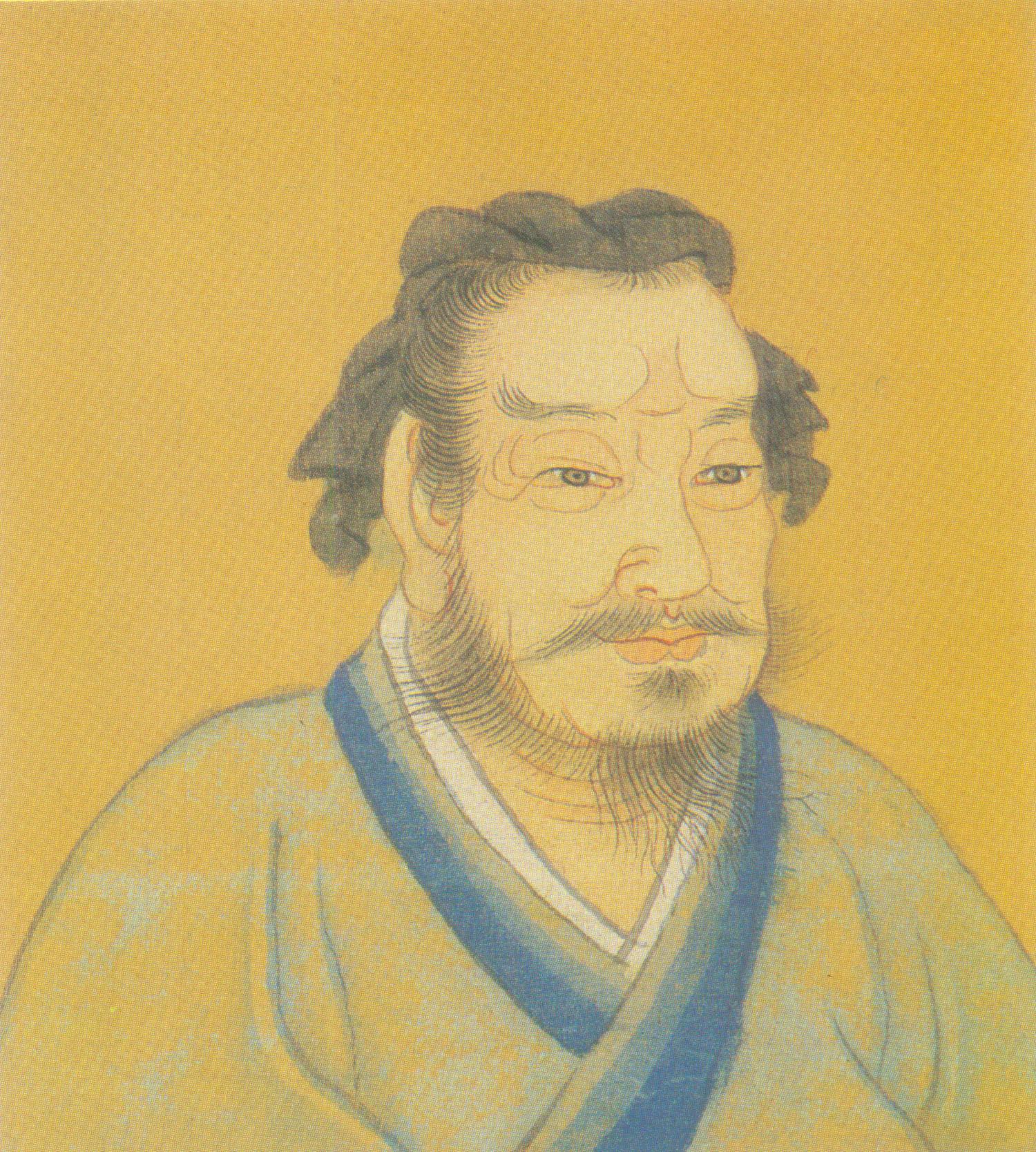
楽毅

楽 毅（がく き、拼音: Yuè Yì、生没年不明）は、中国戦国時代の燕国の武将。燕の昭王を助けて、斉を滅亡寸前まで追い込んだ。昌国君、または望諸君とも呼ばれる。子に楽間。 

## 略歴

### 前歴
楽毅の先祖は魏の文侯に仕えた楽羊であり、楽羊は文侯の命令により中山国（燕と斉と趙が接する所にあった小国。現在の河北省保定市の周辺）を滅ぼし、その功により中山の首都霊寿に封じられた。その子孫はそのまま霊寿に住み着き、その後復興された中山国に仕えたようである。その縁から楽毅も中山国に仕えていたとも言われているが、彼の前歴は今でも明らかになっていない。

### 燕に仕官する
趙滅中山の戦いで中山が趙の武霊王に滅ぼされた後に、一旦趙に入ったが、紀元前295年に国内の紛争で武霊王が息子の恵文王に殺される事件が起きると、魏に移った。魏の昭王の家臣になるが、燕の昭王が人材を求めていると聞いて、昭王に頼み燕への使者になり、そのまま燕で仕官した。昭王は楽毅の才能に着目し、彼を上卿に次ぐ亜卿に任じた。
この少し前に燕は斉により一度滅びかけており、この当時太子として辛酸を舐めた昭王は斉に対して強い恨みを抱いていた。国王に即位して20数年間、天下から人材を募り（これは郭隗が昭王に進言し、「まず隗より始めよ」の語源となった）、臣民と労苦を分かち国の再興に努めたものの、当時の斉は西の秦と並ぶ戦国最強国であり、最盛期を迎えていた。戦国四君の一人である孟嘗君を宰相とし、中山・宋を滅ぼし、楚・三晋を破り、泗水沿岸の魯などの諸侯は事実上属国となり、一時は秦と一緒に「王」より上位である「帝」を名乗っていた。このように燕は当時桁外れの力を有していた斉とは国力でも軍事力でも比べ物にならなかった。しかしそれでもなお恨みを晴らしたいと言う昭王の意向に対し、楽毅は他国と連合して斉に当たるべしと説いた。
当時の斉王は湣王であり、とかく傲慢で知られた王で、斉の国力を背景に小国に対して恫喝的な外交を布いていた為、他国の恨みを買っていた。これに楽毅はつけこみ、まず趙を説得し、魏と韓を引き入れ、趙の友好国である秦も引き入れた。

### 斉攻略
紀元前286年、そのような動きに湣王は気がつかず、宋を滅ぼし、その領土を斉に組み入れた。この成功でますます傲慢になった湣王は、自分の成功に良い顔をしない孟嘗君が疎ましくなり殺そうとした。孟嘗君は恐れて魏へ逃げた。
紀元前284年、燕は楽毅を上将軍に任じ、大軍を発し、韓・魏・趙・楚の連合軍に合流した。楽毅は連合軍の総大将として、五国連合軍の総指揮を執り斉軍を済西で打ち破った（済西の戦い）。その後、楽毅は燕軍を指揮して斉の首都臨淄に迫り、湣王は莒に逃げ込んだ。
楽毅は臨淄を占領し、伝来の宝器を奪取し、全て燕に送った。昭王は大いに喜び、直々に斉まで来て楽毅を褒賞し、昌国君に封じた。領地の殆どはかつての功臣などで占められており、分けられる領土が少ない中で領地を与えた辺り、昭王の喜びの程が知れる。
続いて、楽毅は破竹の勢いで斉の70余の都市を次々と落とし、「楽毅来る」というだけで門を開いた城も相次ぎ、残るは即墨と莒の二つとなった。楽毅は湣王の籠る莒を攻めた。一方、湣王はその頃、楚の将軍であり斉の救援に来た淖歯により殺されていた。淖歯はその後、憤慨した住民たちより殺され、湣王の子の法章が探し出されて襄王として立てられた。同じ頃、即墨では田単が籠城し頑強に抵抗した（即墨の戦い）。

### 亡命
紀元前279年、そんな最中に燕で昭王が死に、太子の恵王が即位した。恵王は楽毅の事を太子時代から良く思っておらず、ここに付け込む隙があると見た田単は反間の計を用いた。燕に密偵を潜り込ませ、「即墨と莒は今すぐにでも落とすことが出来る。楽毅がそれをしないのは、斉の人民を手なずけて自ら斉王になる望みがあるからだ」と流言を流し、恵王の耳に入るようにした。恵王はこれを信じ、楽毅を解任し、代わりに騎劫を将軍として送った。
このまま国へ帰れば誅殺されると思った楽毅は、趙へ亡命した。趙は喜んで迎え、燕・斉の国境の地に封じて望諸君と称し両国に睨みを効かせた。楽毅が解任されると田単は反攻に転じ、楽毅が奪った都市を全て取り返した。
恵王は、ここで楽毅が恨みを晴らさんと攻め込んでは大変と、代わりの将軍を送った事の言い訳と楽毅が亡命した事を責める書を送った。楽毅はこれに「燕の恵王に報ずるの書」と呼ばれる書で答え、その中で先王への溢れる敬愛と忠誠の情を記し、亡命したのは帰って讒言で罪人にされることで、その自分を重用した先王の名を辱めることを恐れたからだと書した。恵王はこの書によって誤解を解き、楽毅の息子楽間を昌国君に封じ、楽毅との和解の証拠とした。この「報遺燕恵王書（燕の恵王に報ずるの書）」は古今の名文と呼ばれ、諸葛亮の『出師表』と並んで「読んで泣かぬものは忠臣にあらず」と言われた。
楽毅はその後趙と燕との両方で客卿とされ、両国を行き来し、最後は趙で没した。

### その後
楽毅により大打撃を与えられた斉は復興はしたものの国力を大幅に消耗し、東の斉、西の秦の二強国時代から秦一強時代へと移行し、これ以降の戦国時代は秦による統一へと収束していく。
また、息子の楽間も恵王、武成王、孝王と3代の王に重用されたが、孝王の死後に後を継いだ太子喜（燕王喜）に疎まれ、父と同じ運命を背負い趙へ亡命してしまった。その後、楽毅の子孫は趙に移り住んでいたが、義侠に生きた楽毅を崇敬していた劉邦により、楽毅の孫の楽叔を見つけ出し楽郷に封じ、華成君とした。趙に移り住んだ一族の中には、道家の一派である黄老思想を修めた楽瑕公と楽臣公がおり、趙が秦に滅ぼされる直前に、斉の高密に移って高名な学者として名を馳せた。前漢の武将・相国の曹参は楽臣公の孫弟子にあたる。
楽毅は史書の中でいったん評価が下がったものの、三国時代魏の夏侯玄が『楽毅論』を著し再評価された。その後、書家の王羲之がかの名書体で写し有名になっている。

## 楽毅を題材にした小説
- 宮城谷昌光著 『楽毅』（新潮社、1996年）